# Ekseption '78
Ekseption '78 je deseti studijski album nizozemske skupine Ekseption. Pred snemanjem albuma je prišlo do nekaj zamenjav. Odšli so Hans Jansen, Jan Vennik in Hans Hollestelle, vrnili pa so se Cor Dekker, Rick van der Linden in Peter de Leeuwe. Skupina se je tako vrnila k izvajanju predelav klasike.

## Seznam skladb
| A stran | A stran | A stran |
| Št.     | Naslov | Dolžina |
| ------- | --- | ------- |
| 1.      | „Again (Matthaus Passion BWV 244 "Kommt ihr Töchter, Helft mir Klagen")‟ (J. S. Bach / arr. R. v. d. Broek)                              | 2:22    |
| 2.      | „Your Home‟ (R. v. d. Linden) | 4:47    |
| 3.      | „Wild Flower‟ (R. v. d. Broek, R. v. d. Linden)                                                                                          | 3:17    |
| 4.      | „Signal‟ (R. v. d. Broek, R. v. d. Linden)                                                                                               | 4:10    |
| 5.      | „Pearl (Concerto No. II G minor, Op. 7,5 2nd part. Andante, Larghetto e Staccato)‟ (G. F. Händel / arr. R. v. d. Broek, R. v. d. Linden) | 2:22    |
| 6.      | „Thoughts‟ (R. v. d. Broek) | 3:53    |

| B stran | B stran | B stran |
| Št.     | Naslov | Dolžina |
| ------- | --- | ------- |
| 1.      | „Summertime‟ (D. B. Heyward, G. Gershwin)                                                                           | 2:20    |
| 2.      | „Nocturne (Cantata BWV 140: "Wachet Auf! Ruft uns die Stimme")‟ (J. S. Bach / arr. R. v. d. Broek, R. v. d. Linden) | 3:35    |
| 3.      | „Impromptu (Impromptus Op. 90)‟ (F. Schubert / arr. R. v. d. Broek, R. v. d. Linden)                                | 2:48    |
| 4.      | „The Cat‟ (L. Schifrin)                                                                                             | 3:19    |
| 5.      | „Jesu Joy (Choral from Cantata BWV 147: "Jesus, bleibet meine Freunde")‟ (J. S. Bach / arr. R. v. d. Linden)        | 3:02    |
| 6.      | „Faith‟ (R. v. d. Linden)                                                                                           | 3:21    |

## Zasedba

### Ekseption
- Peter de Leeuwe – bobni, tolkala
- Cor Dekker – bas kitara
- Dick Remelink – saksofon
- Rick van der Linden – klaviature
- Rein van den Broek – trobenta, krilnica, rog

### Gost
- Tony Vos – saksofon